# Carunchio
Carunchio község (comune) Olaszország Abruzzo régiójában, Chieti megyében.

## Fekvése
A megye délkeleti részén fekszik. Határai: Carpineto Sinello, Castiglione Messer Marino, Celenza sul Trigno, Fraine, Liscia, Palmoli, Roccaspinalveti és Torrebruna.

## Története
Első írásos említése a 12. századból származik. A következő századokban nemesi birtok volt. Önállóságát a 19. század elején nyerte el, amikor a Nápolyi Királyságban felszámolták a feudalizmust.

## Népessége
A népesség számának alakulása:

## Főbb látnivalói
- Palazzo Turdò
- Palazzo Castelli
- San Giovanni Battista-templom
- Santa Maria o del Purgatorio-templom
- Santa Lucia-templom
- Santa Maria della Valle-templom